# Karen-Lis Ahrenkiel
Karen-Lis Ahrenkiel (født 25. december 1943) er en dansk skuespillerinde.
Hun er mor til skuespillerinden Mette Maria Ahrenkiel. Hun er søster til skuespillerinden Kirsten Olesen.

## Filmografi
- Alle for én (2011)
- En kort, en lang (2001)
- Forræderne (1983)
- Kurt og Valde  (1983)

### TV-serier
- Rejseholdet (1983) afsnit 3
- Bryggeren (1996-1997) afsnit 7, 8 og 10
- Forbrydelsen (2007-2008) afsnit 17

### Julekalendere
- Hallo det er jul (1995)

## Ekstern kilde/henvisning
- Karen-Lis Ahrenkiel på Internet Movie Database (engelsk)
- Karen-Lis Ahrenkiel på Filmdatabasen
- Karen-Lis Ahrenkiel på danskefilm.dk
- Karen-Lis Ahrenkiel på danskfilmogtv.dk
- Karen-Lis Ahrenkiel på Scope
- Karen-Lis Ahrenkiel på The Movie Database (engelsk)